# ادی هامل
ادی هامل (هلندی: Eddy Hamel؛ ۲۱ اکتبر ۱۹۰۲ – ۳۰ آوریل ۱۹۴۳) یک بازیکن فوتبال اهل هلند بود.